# Тьєррі Маріані
Тьєррі Маріані (фр. Thierry Mariani; нар. 8 серпня 1958) — французький політик, депутат Європейського парламенту, колишній міністр транспорту та колишній депутат Національної асамблеї Франції, представляв громадян Франції, які мешкають за кордоном. Відомий своїми проросійськими поглядами. Так він визнав анексію Криму Росією (назвав її «відновленням історичної справедливості»), виступає за скасування санкцій проти Росії та надання гуманітарної допомоги так званим ДНР та ЛНР. Маріані є співголовою асоціації «Франко-російський діалог». Він також заявив про підтримку Асада у громадянській війні. Маріані заборонено в'їзд в Україну через незаконне відвідування Криму.

## Життєпис
Тьєррі Маріані народився 8 серпня 1958 року в місті Оранж, департамент Воклюз, регіон Прованс — Альпи — Лазурний Берег, в сім'ї емігрантів з Італії. 
Розпочав кар'єру в політиці у 1976 році разом з Ніколя Саркозі в партії Об'єднання на підтримку Республіки. З 1989 по 2005 роки Маріані був мером містечка Вальреас, з 1988 по 2001 роки — член Генеральної ради департаменту Воклюз. З 2010 року в партії Союз за народний рух, яка згодом була перейменована на Республіканці.
У 2009-2010 роках Маріані був спеціальним представником Франції в Афганістані та Пакистані. З 1993 по 2010 роки Маріані депутат від департаменту Воклюз, з листопада 2010 року — державний секретар з транспорту при міністрі екології, сталого розвитку, транспорту та житлових питань, з 14 листопада 2010 до 10 травня 2012 року Маріані був міністром транспорту.
Навесні 2016 року Маріані вніс у парламент Франції пропозицію зняти європейські санкції з Росії. Його підтримала нижня та верхня палата Національної асамблеї.

У жовтні 2015 року Тьєррі Маріані зняли з посади віцепрезидента групи Європейської народної партії у ПАРЄ через несанкціоновану українською владою поїздку в окупований Росією Крим у липні 2015 року. Тоді «делегація» на чолі з Тьєррі Маріані 22 липня ввечері прибула у Москву, а 23 липня після зустрічей у Держдумі вирушила до Криму. Під час цієї поїздки Маріані заявив, що у кримських татар не має жодних проблем, татар не переслідують, а права національних меншин якраз порушуються в Україні (за словами Маріані: «„Правий сектор“ нападає на національні меншини на Півдні України»). Маріані тоді ж заявив: 
|  | За ці два дні ми переконались, що немає ніякої окупації, озброєних людей, кримчани вільні. Це мирний регіон, де вони живуть щасливо, немає ніяких військових та немає ніякої зброї! |

5 лютого 2016 року французьке сатиричне видання Charlie Hebdo розмістило на своїй офіційній сторінці у Facebook публікацію, де назвало Тьєррі Маріані «корисним ідіотом»:
|  | Після Депардьє, Надін Морано і Тьєррі Маріані, у Франції з блиском з'явився новий корисний ідіот — Поль Морейра. Його фільм «Україна: маски революції», який транслювався цього тижня на Canal+, радісно підхоплює грубі прийоми путінської пропаганди старанно малюючи (за допомогою брехні й упущення, а також маніпуляцій з монтажем) знак рівності між українськими украй правими добровольчими формуваннями, ЦРУ та революцією Майдану. Оригінальний текст (фр.) Apres Depardieu, Nadine Morano et Thierry Mariani, un nouvel idiot utile a ete brillamment fabrique par la France : Paul Moreira. Son documentaire, « Ukraine : les masques de la revolution », diffuse cette semaine sur Canal +, reprend avec bonheur les grosses ficelles de la propagande poutinienne en dessinant laborieusement (a coups de mensonges par omission et de manipulations au montage) un signe egal entre les milices d’extreme droite ukrainiennes, la CIA et la revolution de Maidan. |

З 13 по 16 березня 2019 року Тьєррі Маріані очолював групу французьких політиків під час відвідин окупованого Росією Криму.
У травні 2019 року обраний в Європейський парламент за списком, Маріані був під третім номером у списку, партії Марін Ле Пен Національне об'єднання.
Тьєррі Маріані неодноразово очолював усілякі парламентські делегації під час поїздок в анексований Крим. У березні 2018 року Маріані знову приїжджав на півострів як спостерігач на президентських виборах.
30 червня 2020 року перша заступниця міністра закордонних справ Еміне Джапар звернулася до посла Франції в Україні Етьєна де Понсена з проханням офіційно відреагувати на незаконний візит, відбувається з 30 червня по 2 липня, французьких депутатів Європарламенту на чолі з Тьєррі Маріані до анексованого Росією Криму.
У вересні 2020 року Маріані включили до ради керівників Європейського фонду за демократію (ЄФД), який допомагає боротися з дезінформацією та підтримує політв'язнів. Проти цього виступила низка євродепутатів та відомих журналістів.

## Особисте життя
У 2005 році одружився з уродженкою Єкатеринбурга Іриною Шайхулліною, яка отримала французьке громадянство у 2011 році.. У подружжя є син Тимур (нар. 2009).